# Христо Апостолов (Кюстендил)
Христо Апостолов е български революционер, деец на Вътрешната македоно-одринска революционна организация.

## Биография
Христо Апостолов е роден на 30 март 1887 година в град Кюстендил, тогава в Княжество България. Присъединява се към ВМОРО и е четник на Христо Димитров – Кутруля. Умира през 1950 година.